# Coux-et-Bigaroque
Coux-et-Bigaroque (en occitano Lo Cos e Bigaròca) era una comuna francesa situada en el departamento de Dordoña, de la región de Nueva Aquitania, que el 1 de enero de 2016 pasó a ser una comuna delegada de la comuna nueva de Coux-et-Bigaroque-Mouzens al fusionarse con la comuna de Mouzens.

## Demografía
| Gráfica de evolución demográfica de Coux-et-Bigaroque entre 1800 y 2013 |
|                                                                         |

Los datos demográficos contemplados en este gráfico de la comuna de Coux-et-Bigaroque se han cogido de 1800 a 1999 de la página francesa EHESS/Cassini, y los demás datos de la página del INSEE.